# Lobivia taratensis
Lobivia taratensis ist eine Pflanzenart aus der Gattung Echinopsis in der Familie der Kakteengewächse (Cactaceae). Das Artepitheton taratensis verweist auf das Vorkommen der Art bei Tarata im bolivianischen Departamento Cochabamba.

## Beschreibung
Lobivia taratensis wächst strauchig mit mehreren, von der Basis aus verzweigten, aufrechten Zweigen und erreicht Wuchshöhen von 1 bis 1,5 Metern. Die keulenförmigen, dunkelgrünen Triebe weisen einen Durchmesser von 7 bis 8 Zentimeter auf. Es sind etwa scharfkantige 15 Rippen vorhanden. Die auf ihnen befindlichen eingesenkten kreisrunden Areolen sind grau und stehen bis zu 1,2 Zentimeter voneinander entfernt. Aus ihnen entspringen gelblich graue bis gelbe Dornen. Der einzelne, abwärts gerichtete Mitteldorn ist 4 bis 5 Zentimeter lang. Die acht bis zehn ausgebreiteten Randdornen weisen eine Länge von 0,4 bis 1,2 Zentimeter auf.
Die trichterförmigen, weißen Blüten erscheinen in der Nähe der Triebspitzen und öffnen sich am Tag. Sie sind 19 bis 20 Zentimeter lang und besitzen einen Durchmesser von bis zu 10 Zentimeter. Die kugelförmigen Früchte weisen einen Durchmesser von 4 bis 5 Zentimeter auf.

## Verbreitung und Systematik
Lobivia taratensis ist im bolivianischen Departamento Cochabamba im Municipio Tarata in Höhenlagen von 3200 Metern verbreitet.
Die Erstbeschreibung durch Martín Cárdenas wurde 1966 veröffentlicht. Nomenklatorische Synonyme sind Lobivia cinnabarina subsp. taratensis (Cárdenas) G.D.Rowley (1982) und Lobivia acanthoplegma f. taratensis (Cárdenas) J.Ullmann (1992).

## Nachweise